# Anchylobela haplodes
Anchylobela haplodes är en fjärilsart som beskrevs av Turner 1947. Anchylobela haplodes ingår i släktet Anchylobela och familjen mott. Inga underarter finns listade i Catalogue of Life.